# Abtei Marienmünster

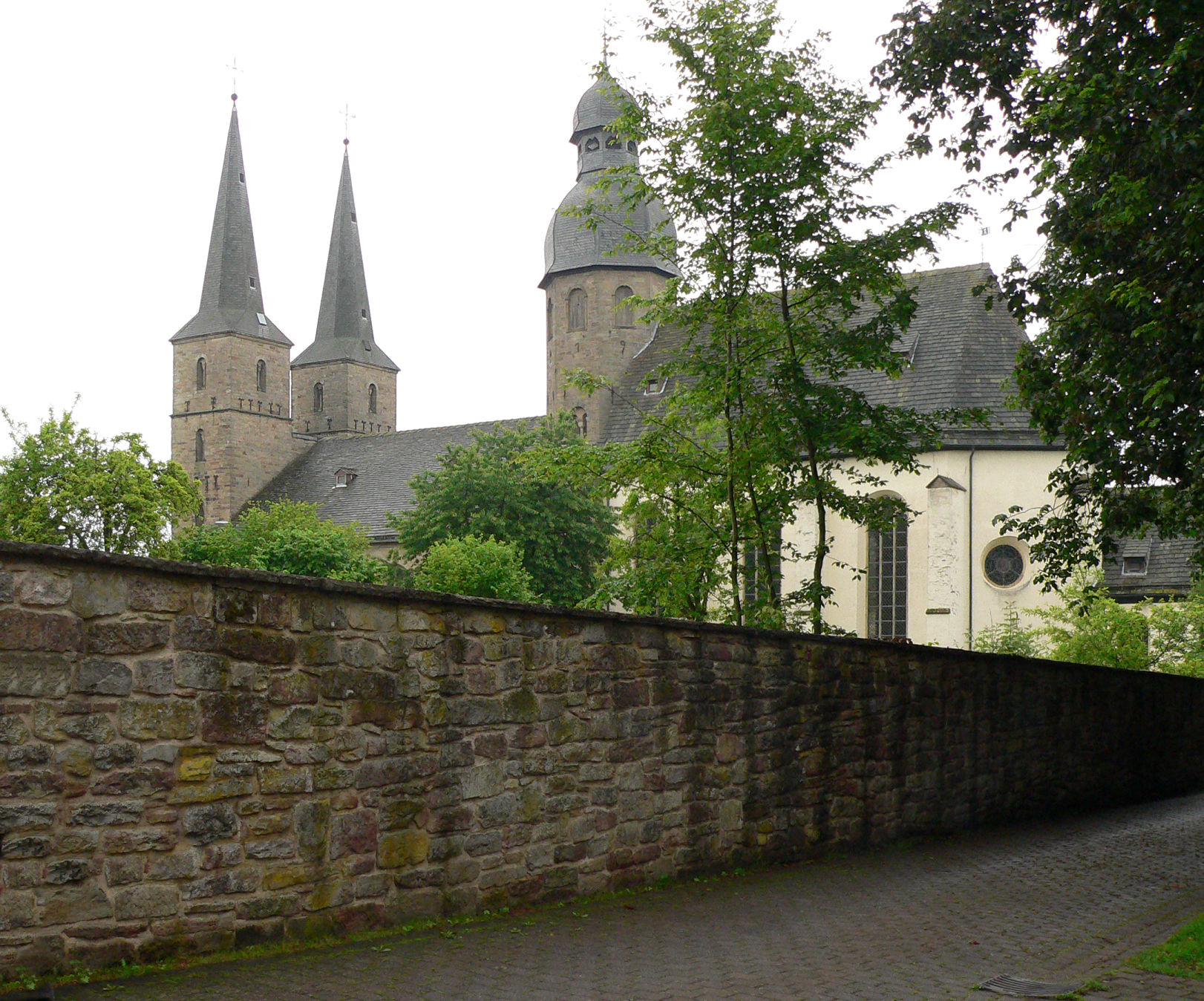
Klosterkirche der Abtei Marienmünster hinter der Klostermauer

Die Abtei Marienmünster ist ein ehemaliges Benediktinerkloster in der nordrhein-westfälischen Stadt Marienmünster. Das Kloster wurde 1803 aufgehoben. Die Abtei war in der Gemeindegebietsreform am 1. Januar 1970 Namensgeberin der neu entstandenen Stadt Marienmünster.

## Geschichte

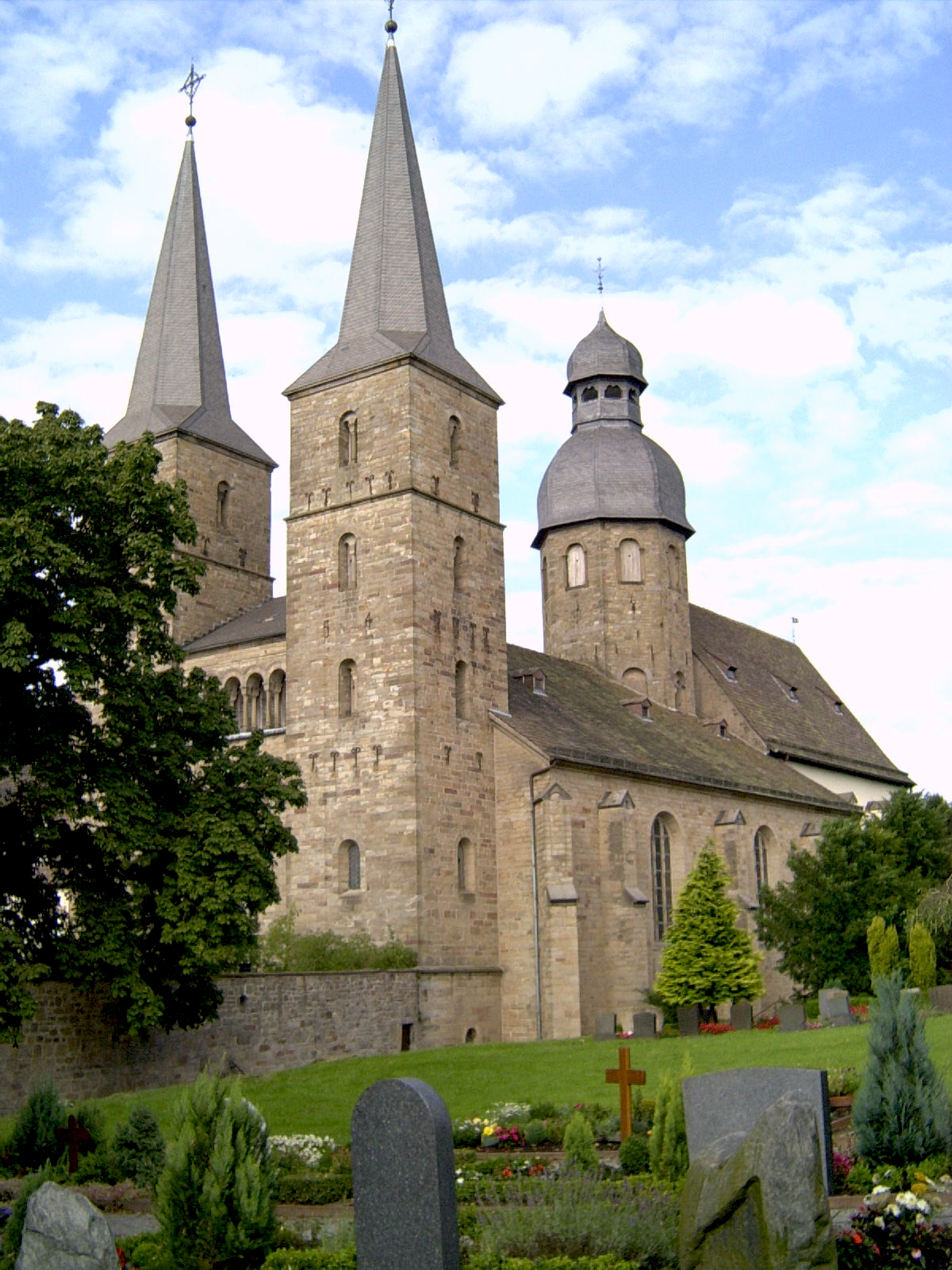
Abteikirche

### Mittelalter
Im Jahr 1127 wurde Widekind I. Graf von Schwalenberg. Im folgenden Jahr stifteten er und seine Frau Lutrud, Tochter der Gepa von Itter, auf Anraten seines Neffen, Cousins oder Schwagers, des Paderborner Bischofs Bernhard I. von Oesede, die Benediktinerabtei als Sühnekloster. Sie stellten in unmittelbarer Nähe ihrer Stammburg, der Oldenburg, Grund und Boden zur Verfügung, ließen die Kirche und Klostergebäude errichten und statteten das Kloster mit Gütern zum Lebensunterhalt der Mönche aus.
Zum Fest Mariä Aufnahme in den Himmel am 15. August 1128 weihte Bischof Bernhard I. Kloster und Kirche zu Ehren der Heiligen Jungfrau Maria, des Apostels Jakobus des Älteren und des Heiligen Christophorus. Die geistliche Betreuung übernahmen 12 Mönche aus der Benediktinerabtei Corvey. Erster Abt war Gerhard.
Im 12. und 13. Jahrhundert erreichte das Kloster seine Blütezeit. In der kaiserlosen Zeit Ende des 13. Jahrhunderts war durch Zerstörungen von Höfen und Dörfern die Umgegend wüst geworden. Abt Hermann sicherte das Kloster, indem er Vörden und Bredenborn (heute Stadtteile von Marienmünster) mit einer Burg befestigte.

### Frühe Neuzeit
Im Dreißigjährigen Krieg wurden das Kloster und die Kirche zweimal vom Tollen Christian überfallen, und ausgeplündert. Hessische und schwedische Truppen legten von 1641 bis 1646 Kloster und Kirche in Schutt und Asche. Abt Ambrosius Langen ließ ab 1661 die Kirche wieder aufbauen. Der Baumeister Ludwig Baer aus Lügde erstellte die Pläne und ließ aus der ehemals romanischen Basilika eine Hallenkirche bauen. Ein neuer Chor wurde ebenfalls gebaut.
Im Siebenjährigen Krieg (von 1756 bis 1763) kam es in der Gegend zu Kriegshandlungen mit Truppenbewegungen, die unter anderem Einquartierungen und Reparationen mit sich brachten. 1760 plünderten Braunschweiger sowie hannoversche Truppen das Kloster und nutzten es als Pferdestall. 1761 kam es im Gebiet um Marienmünster zu einem Gefecht mit erheblichen Zerstörungen. 90 Seiten beanspruchte der Bericht des Abtes von Marienmünster über die Geschehnisse in und um Marienmünster und die Zahlungen, die dem Kloster abverlangt wurden. Nach Kriegsende war die wirtschaftliche Grundlage des Klosters zerstört.
Die Abteikirche diente von Anfang an auch als Pfarrkirche für die umliegenden Dörfer.

### 19. Jahrhundert
Nach der Säkularisation am 31. März 1803 gingen die Kirche und das Kloster in den Besitz des Königreiches Preußen. Die 39 Mönche des Klosters wurden entlassen und erhielten eine Pension. Nach der Übergabe wurden das Inventar, unter dem sich auch wertvolle Kunstgegenstände befanden, und die Bibliothek versteigert.
Die Klostergebäude – außer der Kirche und einem Gebäudeflügel – sowie der umfangreiche Grundbesitz wurde jeweils zur Hälfte an einen katholischen und einen evangelischen Interessenten veräußert, die das Kloster in einen Landwirtschaftsbetrieb umwandelten.
Nach der Auflösung des Klosters blieb allerdings die Pfarrei bestehen und ist für die Betreuung der Pfarreien in der Umgebung zuständig. Aus diesem Grund durften zwei Mönche bleiben und ihre Arbeit fortsetzen. Die anderen Pfarreien wurden von Diözesanpriestern betreut.

### 20. und 21. Jahrhundert
Patres der Kongregation der Passionisten übernahmen 1967 die Seelsorge. Sie betreuten seelsorgerlich die umliegenden Gemeinden und Krankenhäuser. Infolge von Nachwuchsmangel musste der Orden die Niederlassung in Marienmünster aufgeben. Anfang September 2014 verließen die letzten fünf Patres die Abtei.
Nach einer Renovierung der Wohnräume wurden diese von einem neuen Pfarrer bezogen, der die Abtei Marienmünster bereits Ende 2016 wieder verließ. Seit Herbst 2017 war ein Priester der französischen Communauté St. Martin in Marienmünster tätig. Ab 2019 sollten insgesamt drei Priester dauerhaft hier arbeiten. Nach Differenzen zwischen den konservativen Priestern der Communauté St. Martin und der Pfarrgemeinde wurde im Frühjahr 2019 beschlossen, dass die Priester aus Évron nicht die geeigneten Nutzer der Abteikirche seien und für sie ein anderer Wirkungsort im Bistum Paderborn gesucht werde.

## Nutzung

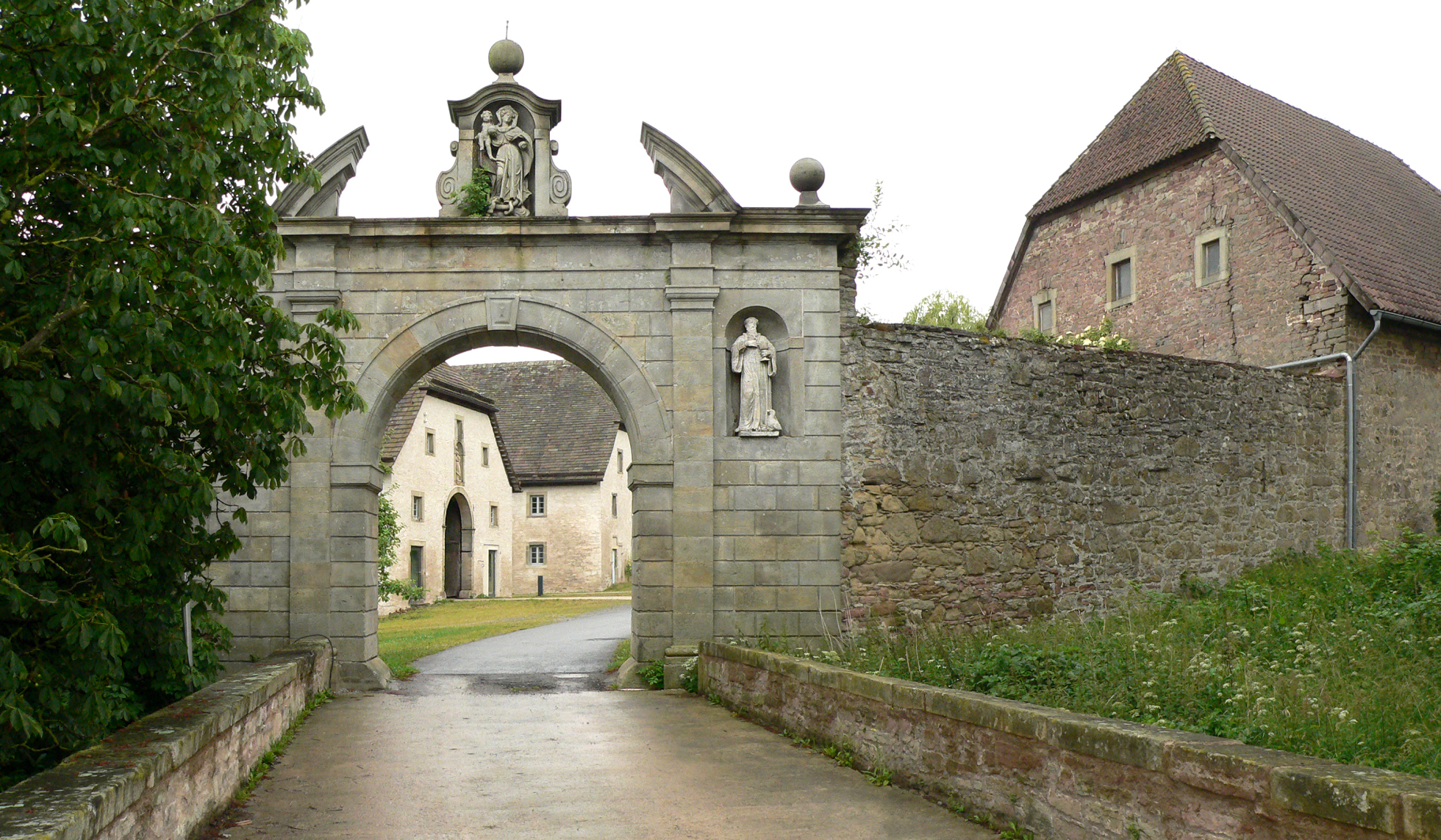
Tor zum Klosterhof, dahinter Wirtschaftsgebäude

Marienmünster ist wegen des Bildnisses der schmerzhaften Mutter Gottes noch heute ein anerkannter Wallfahrtsort. Die ehemalige Abteikirche ist die Pfarrkirche der Pfarrgemeinde St. Jakobus der Ältere, die zum Pastoralverbund Marienmünster im Dekanat Höxter des Erzbistums Paderborn gehört.
Der Klosterhof wurde bis ins 20. Jahrhundert landwirtschaftlich genutzt. 2006 kam es zur Gründung der Kulturstiftung Marienmünster, die eine Umnutzung von Teilen des Landwirtschaftsbetriebs als öffentliche Begegnungs- und Bildungsstätte mit musikalischem Schwerpunkt herbeiführte. Dazu wurden die drei großen Wirtschaftsgebäude von Schafstall, Reisescheune und Ackerscheune seit dem Jahre 2007 umgebaut. In den Räumlichkeiten finden seither Veranstaltungen und Konzertreihen statt. Der in der Ackerscheune eingerichtete Konzertsaal wird als Aufnahme- und Einspielort für Klassik- und Kammermusik genutzt. Im Jahre 2015 entstand am Klosterhof, vor der Klostermauer, zudem ein Besucherzentrum für rund 1,3 Millionen Euro.

## Abteikirche

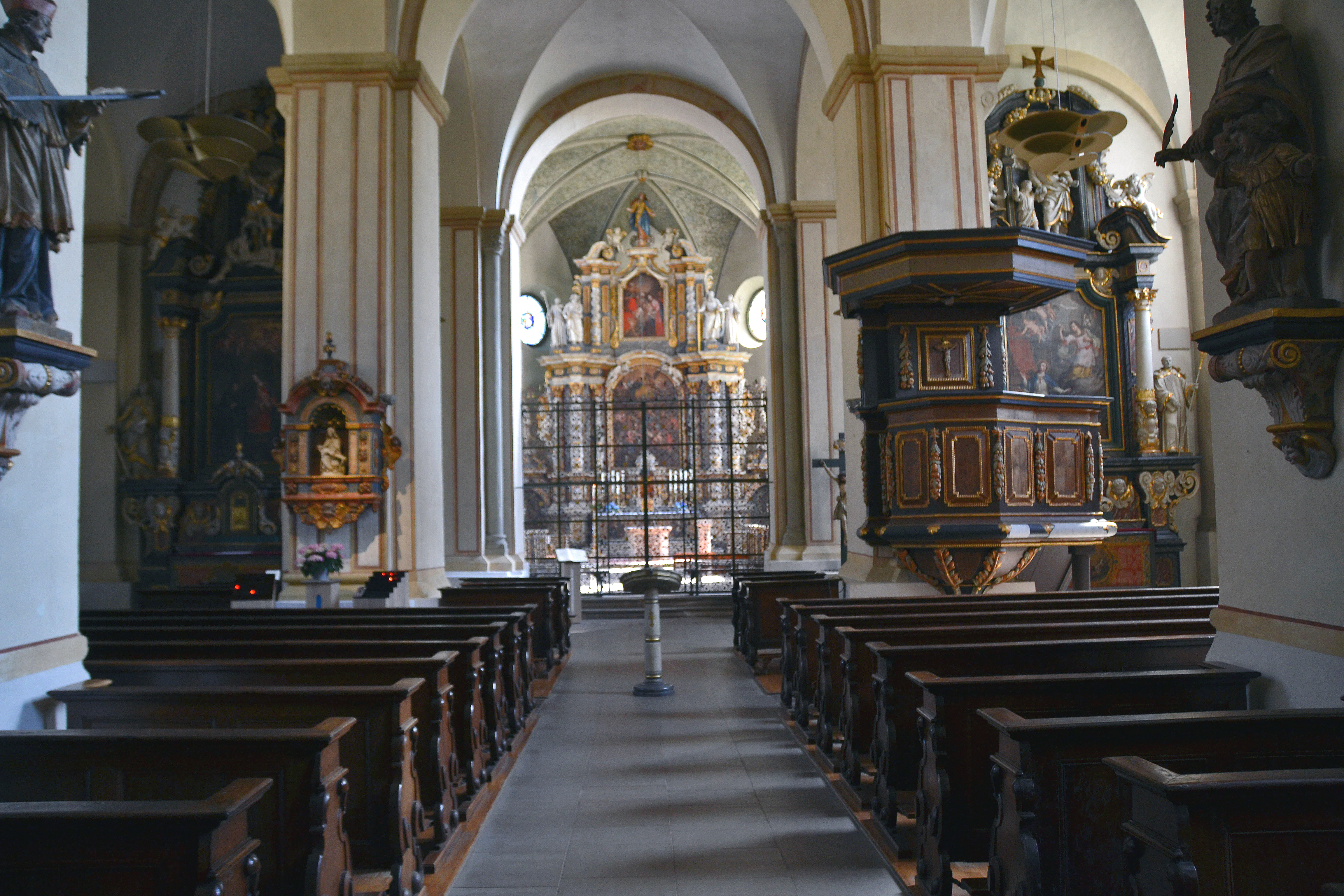
Ehemalige Abteikirche mit barocker Innenausstattung

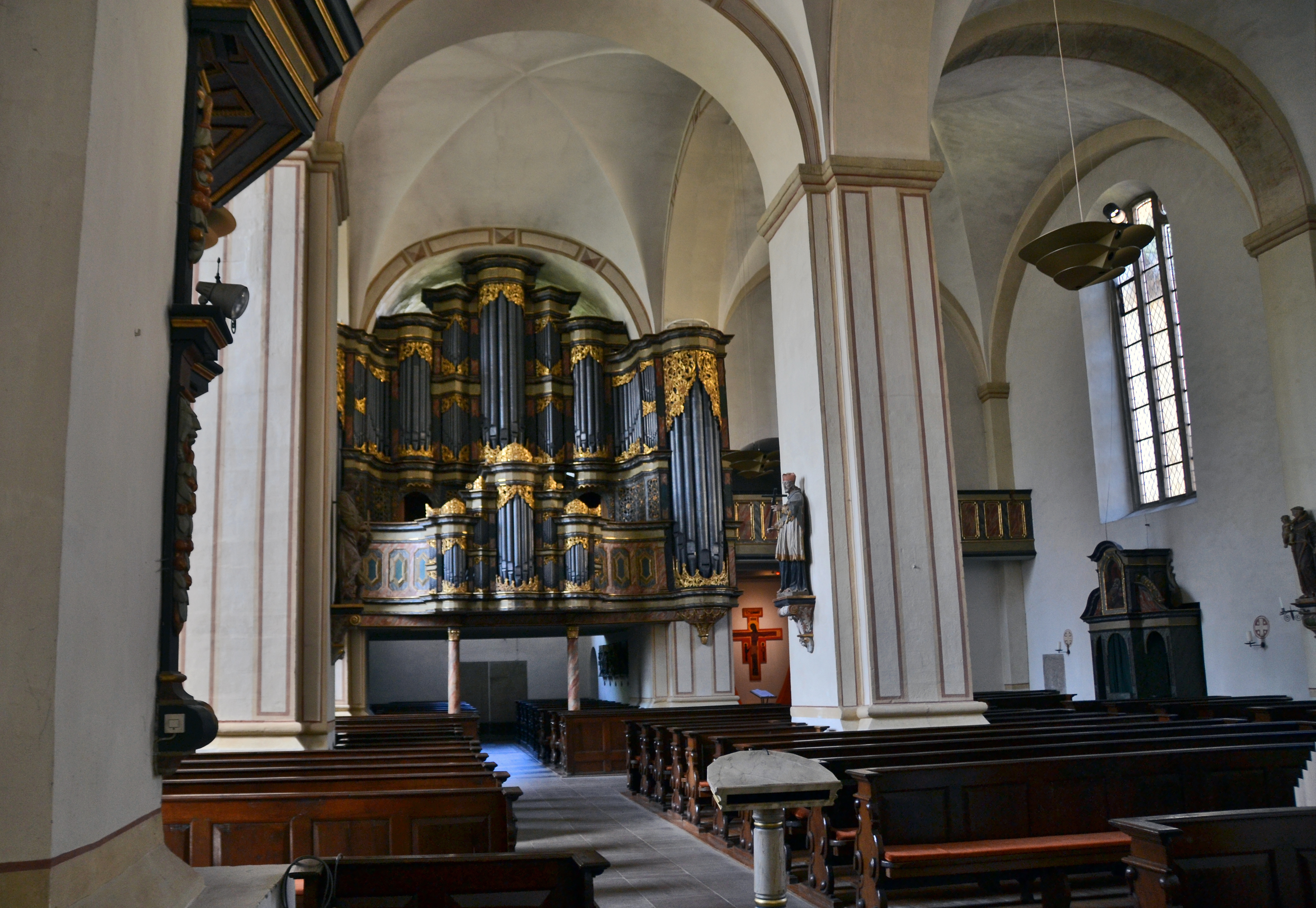
Barockorgel der Abteikirche

Die ursprüngliche Abteikirche wurde nach 1150 im romanischen Stil erbaut. Es handelte sich dabei um eine dreischiffige, zweijochige Basilika mit einem Querschiff, einem einjochigen Chor und einer Apsis. Sie hatte ein Westwerk mit zwei Türmen sowie einen achteckigen Vierungsturm. Aus dieser Zeit sind nur Mittel- und Querschiff sowie der untere Teil des Vierungsturms erhalten.
Im 17. Jahrhundert wurde die Kirche erheblich umgebaut. Ab 1661 wurde das basilikale Langhaus in eine Halle umgewandelt. Der Vierungsturm wurde 1679 erhöht und mit einer barocken Turmhaube versehen. Nach Osten wurde die Kirche um einen dreijochigen Chor erweitert, an den 1700 noch eine Sakristei angebaut wurde.
1854/55 wurden das Südschiff und die beiden Westtürme nach dem Vorbild von St. Kiliani im neuromanischen Stil erneuert.
Zum umfangreichen barocken Inventar der Kirche gehören der Hochaltar und zwei Nebenaltäre, die in den 1680er Jahren von Paul Gladbach geschaffen wurde und zwischen 1956 und 1966 restauriert wurden. Die Orgel wurde in den Jahren 1736 bis 1738 von Johann Patroclus Möller geschaffen.
Im Südturm hängt heute ein vierstimmiges Bronzegeläut mit den Tönen e′ - g′ - a′ - c″.

## Abtei Marienmünster als Fledermausquartier und FFH-Gebiet
Der Dachboden der Abtei ist 2004 als FFH-Gebiet Kloster Marienmünster (DE-4121-303) mit einer Größe von 0,53 ha ausgewiesen worden. Auf dem Dachboden der Abtei befindet sich eine Wochenstube der Fledermausart Großes Mausohr (Myotis myotis). Das FFH-Gebiet wurde ausgewiesen um die dortige Wochenstube zu schützen. Dabei sollen Großräumigkeit, Hangplätze und mikroklimatische Verhältnisse im Kloster erhalten werden. Auch die Zugänglichkeit des Fledermaus-Quartiers durch Offenhalten der Einflugöffnungen und der davor liegenden Flugwege. Störungen während der Jungenaufzucht sollen verhindert werden.
Die Wochenstube wird mit Infrarotkameras gefilmt und im Internet übertragen.